# Grössjön, Medelpad
Grössjön är en sjö i Sundsvalls kommun i Medelpad och ingår i Ljungans huvudavrinningsområde. Sjön har en area på 0,201 kvadratkilometer och ligger 186,4 meter över havet. Sjön avvattnas av vattendraget Rännöån.

## Delavrinningsområde
Grössjön ingår i det delavrinningsområde (691042-154905) som SMHI kallar för Utloppet av Grössjön. Medelhöjden är 287 meter över havet och ytan är 11,69 kvadratkilometer. Det finns inga avrinningsområden uppströms utan avrinningsområdet är högsta punkten. Rännöån som avvattnar avrinningsområdet har biflödesordning 2, vilket innebär att vattnet flödar genom totalt 2 vattendrag innan det når havet efter 45 kilometer. Avrinningsområdet består mestadels av skog (81 procent). Avrinningsområdet har 0,82 kvadratkilometer vattenytor vilket ger det en sjöprocent på 7 procent.